# Плейстоу (станція метро)
51°31′53″ пн. ш. 0°01′02″ сх. д. / 51.53138° пн. ш. 0.01722° сх. д.
Плейстоу (англ. Plaistow) — станція Лондонського метрополітену ліній Дистрикт та Гаммерсміт-енд-Сіті. Станція знаходиться на Плейстоу-роуд у районі Плейстоу, боро Ньюгем, Великий Лондон, у 3-й тарифній зоні, між метростанціями Вест-Гем та Аптон-парк. В 2017 році пасажирообіг станції — 6.13 млн пасажирів
Конструкція станції — наземна відкрита з прямими береговою та острівною платформами.

## Історія
- 31. березня 1858 — відкриття станції у складі London, Tilbury and Southend Railway (LT&SR)
- 2. червня 1902 — відкриття трафіку лінії Дистрикт[3]
- 30. березня 1936 — відкриття трафіку лінії Метрополітен (з 1988, на цій дільниці Гаммерсміт-енд-Сіті)[3]
- 1962 — припинення залізничного трафіку.

## Пересадки
- На автобуси London Buses маршрутів 69, 241, 262, 473.

## Послуги
| Попередня станція | Лінія                           | Лінія                                      | Лінія | Наступна станція |
| ----------------- | ------------------------------- | ------------------------------------------ | ----- | ---------------- |
| Вест-Гем          |                                 | Лондонське метро Лінія Гаммерсміт-енд-Сіті |       | Аптон-парк       |
| Вест-Гем          | Лондонське метро Лінія Дистрикт |                                            |       | Аптон-парк       |